# Parafia św. Stanisława Kostki w Złejwsi Wielkiej
Parafia św. Stanisława Kostki w Złejwsi Wielkiej – parafia rzymskokatolicka w diecezji toruńskiej, w dekanacie Bierzgłowo, z siedzibą w Złejwsi Wielkiej.

## Historia
- Parafia katolicka powstała w 1974. Pierwszym proboszczem parafii był ks. Jan Kozikowski (do 31.08.1989 r.), później ks.Feliks Miszewski (do 30.06.2009), a obecnie ks. Wojciech Murawski (od 01.07.2009 r.).
- Wcześniej kościół należał do Wspólnoty Ewangelickiej, a następnie był filią parafii św. Marcina w Czarnowie.
- Obecnie podlega mu kościół filialny p.w. Najświętszego Serca Pana Jezusa w Pędzewie.

## Grupy parafialne
- Ministranci i lektorzy, Schola, Żywy Różaniec, Apostolstwo Pomocy Duszom Czyśćcowym (APDC), Apostolat Margaretka

## Miejscowości należące do parafii
- Mała Zławieś,  Gutowo, Pędzewo,  Smolno, Skłudzewo.